# Joseph-Thomas Brun
Pour les articles homonymes, voir Brun.
Cet article possède un paronyme, voir Joseph Brun.
Joseph-Thomas Brun, né à Bordeaux le 25 novembre 1774 et mort le 8 avril 1838 dans la même ville est un négociant et homme politique français, député à la Chambre des représentants pendant les Cent-Jours et  maire de Bordeaux du 15 décembre 1831 à sa mort. À la mairie il succède à Charles de Bryas, et est remplacé par David Johnston.

## Biographie
Issu de la haute bourgeoisie de la ville, il fait ses études chez les oratoriens de Vendôme. Il épouse à Bayonne en 1799 Jeanne-Adélaïde Courtiau, dont il a deux enfants. Leur fils Jean-Adrien (1800-1879) sera un haut fonctionnaire, avocat et poète.
Il est député à la Chambre des représentants de mai à juillet 1815 pendant les Cent-Jours, représentant du commerce et de l'industrie.
Joseph-Thomas fonde la Banque de Bordeaux et en est un des régents de 1818 à 1823. Il est président de la chambre de commerce de Bordeaux de 1829 à 1830.
En 1830 il est administrateur des Hospices civils de Bordeaux.
Il devient conseiller général et maire de Bordeaux le 15 décembre 1831, et meurt pendant son mandat.
Il est fait chevalier de la Légion d'honneur en 1831, et élevé au grade d'officier en 1834.

## Mandature
Il commandite en 1832 les statues de Montaigne et de Montesquieu aujourd'hui installées place des Quinconces. Il lance en 1835 un concours national pour la distribution d'eau courante à Bordeaux. 
Il est le premier maire à s'installer, le 1er janvier 1836, dans le palais Rohan, siège actuel de la Mairie de la ville. Les conseils municipaux siègent jusqu'alors dans l'ancien hôtel de ville, un édifice aujourd'hui partiellement détruit dont la Grosse cloche constituait le beffroi.

## Décorations
- Officier de la Légion d'honneur par décret du 8 mai 1834.